# Szamoa a 2000. évi nyári olimpiai játékokon
Szamoa az ausztráliai Sydneyben megrendezett 2000. évi nyári olimpiai játékok egyik részt vevő nemzete volt. Az országot az olimpián 5 sportágban 5 sportoló képviselte, akik érmet nem szereztek.

## Birkózás
Kötöttfogású
| Versenyző        | Versenyszám | Csoportkör | Csoportkör | Negyeddöntő       | Elődöntő          | Bronz- mérkőzés   | Döntő             | Helyezés |
| Versenyző        | Versenyszám | Ellenfél Eredmény                                                                                                | Hely.      | Ellenfél Eredmény | Ellenfél Eredmény | Ellenfél Eredmény | Ellenfél Eredmény | Helyezés |
| ---------------- | ----------- | --- | ---------- | ----------------- | ----------------- | ----------------- | ----------------- | -------- |
| Fa'afetai Iutana | 76 kg       | 5. csoport · David Manukjan (UKR) · 0-15 · Vjacsaszlav Makaranka (BLR) · 0-42 · Artur Michalkiewicz (POL) · 0-11 | 4.         | kiesett           | kiesett           | kiesett           | kiesett           | 19.      |

## Cselgáncs
Férfi
| Versenyző           | Versenyszám | Selejtező         | 32-es főtábla                        | Nyolcaddöntő      | Negyeddöntő       | Elődöntő          | Vigaszág első kör               | Vigaszág negyeddöntő | Vigaszág elődöntő | Bronz- mérkőzés   | Döntő             | Helyezés |
| Versenyző           | Versenyszám | Ellenfél Eredmény | Ellenfél Eredmény                    | Ellenfél Eredmény | Ellenfél Eredmény | Ellenfél Eredmény | Ellenfél Eredmény               | Ellenfél Eredmény    | Ellenfél Eredmény | Ellenfél Eredmény | Ellenfél Eredmény | Helyezés |
| ------------------- | ----------- | ----------------- | ------------------------------------ | ----------------- | ----------------- | ----------------- | ------------------------------- | -------------------- | ----------------- | ----------------- | ----------------- | -------- |
| Travolta Waterhouse | Könnyűsúly  |                   | Giuseppe Maddaloni (ITA) · 0000-0201 |                   |                   |                   | Hassen Moussa (TUN) · 0000-1020 | kiesett              | kiesett           | kiesett           |                   | 13.      |

## Kerékpározás

### Országúti kerékpározás
Női
| Versenyző      | Versenyszám   | Idő           | Helyezés      |
| -------------- | ------------- | ------------- | ------------- |
| Esther Wanjiru | Mezőnyverseny | nem ért célba | nem ért célba |

## Ökölvívás
| Versenyző   | Versenyszám | Nyolcaddöntő                        | Negyeddöntő       | Elődöntő          | Döntő             | Helyezés |
| Versenyző   | Versenyszám | Ellenfél Eredmény                   | Ellenfél Eredmény | Ellenfél Eredmény | Ellenfél Eredmény | Helyezés |
| ----------- | ----------- | ----------------------------------- | ----------------- | ----------------- | ----------------- | -------- |
| Pauga Lalau | Nehézsúly   | Szultan-Ahmed Ibragimov (RUS) · TKO | kiesett           | kiesett           | kiesett           | 9.       |

## Súlyemelés
Férfi
| Versenyző   | Versenyszám | Szakítás | Szakítás | Lökés    | Lökés    | Összesen | Helyezés |
| Versenyző   | Versenyszám | Eredmény | Helyezés | Eredmény | Helyezés | Összesen | Helyezés |
| ----------- | ----------- | -------- | -------- | -------- | -------- | -------- | -------- |
| Ofisa Ofisa | 85 kg       | 135,0    | 18.      | 175,0    | 18.      | 310,0    | 18.      |